# Bambusa blumeana
Bambusa blumeana är en gräsart som beskrevs av Julius Hermann Schultes. Bambusa blumeana ingår i släktet Bambusa och familjen gräs. Inga underarter finns listade i Catalogue of Life.